# Troglomexicanus
Troglomexicanus is een geslacht van kreeftachtigen uit de klasse van de Malacostraca (hogere kreeftachtigen).

## Soorten
- Troglomexicanus huastecae Villalobos, Alvarez & Iliffe, 1999
- Troglomexicanus perezfarfanteae (Villalobos Figueroa, 1971)
- Troglomexicanus tamaulipasensis Villalobos, Alvarez & Iliffe, 1999